# Balg
Балг , љуска, махуна,мех, кожа. 
Појам балг је у технологији препарирања животиња настао од давнина. Помиње се и у списку птица „Музеја српске земље“,  чији је иницијатор чувени српски  биолог Јосиф Панчић:
| „ | Слово B (латинично) пред именом врсте означава да је примерак полуизрађен (такозвани балг)“ аутор списка | ” |

  Просветни гласник из 1904.г.
Балг је животињска кожа са перјем или длаком, која се добија одстрањењем утробе животиње и која се у даљњем технолошком процесу специјалном обрадом конзервира од пропадања, а потом испуњава материјалима који омогућавају обликовање којим се остварује идентичан спољни изглед препариране животиње.